# Еміл Першка
Еміл Першка (сербохорв. Emil Perška, нар. 28 серпня 1897, Аграм — пом. травень 1945, Загреб) — югославський футболіст, що грав на позиції нападника. Виступав, зокрема, за клуб «Граджянскі», а також національну збірну Югославії. Триразовий чемпіон Югославії.

## Клубна кар'єра
У дорослому футболі дебютував виступами за команду клубу ХАШК. У часи Першої світової війни і одразу після її закінчення Першка виступав в командах «Дьор», ХАШК і «Вінер АК», після чого приєднався до клубу «Граджянскі», де й виступав протягом майже усієї наступної кар'єри. Винятком стало нетривале перебування в клубі «Женеро» Париж, де Еміл виступав одразу після завершення Олімпійських ігор 1920 року у Парижі.
У складі «Граджянскі» був багаторазовим переможцем чемпіонату Загреба і кубку Загреба. Тричі був переможцем чемпіонату Югославії, який у 20-х роках розігрували найсильніші клуби регіональних першостей. Зокрема, «Граджянскі» стали переможцями першого розіграшу змагань 1923 року. У фіналі клуб із Загреба здолав САШК із Сараєво з рахунком 4:2 у переграванні, а Першка відзначився одним з голів. Наступну перемогу у чемпіонаті «Граджянскі» здобули у 1926 році. Першка знову забив один із голів своєї команди у фінальному поєдинку проти белградського клубу «Югославія» (2:1). Втретє команда Еміла святкувала чемпіонство у 1928 році. Цього разу змагання проводились за ліговою системою. Першка провів чотири матчі із п'яти командних, голів не забивав.
По завершенні чемпіонату 1928 року «Граджянскі» отримав право виступити у престижному змаганні для найсильніших клубів Центральної Європи — Кубку Мітропи. В 1/4 змагань клуб із Загреба зустрівся із чемпіоном Чехословаччини «Вікторією» Жижков. В домашньому матчі югославські футболісти перемогли з рахунком 3:2 (Першка забив перший гол у матчі), але поступились у гостях з рахунком 1:6.
Загалом у складі «Граджянскі» Еміл Першка у 1919–1931 роках зіграв 131 офіційний матч і забив 81 м'яч. Серед них 18 матчів і 3 голи у фінальному турнірі чемпіонату Югославії, 94 матчі і 65 голів у чемпіонаті Загреба і кваліфікації до чемпіонату Югославії, 16 матчів і 10 голів у кубку Загреба, 2 матчі і 1 гол у Кубку Мітропа, а також 1 матч і 2 голи у відбірковому матчі за право зіграти у Кубку Мітропи проти «Югославії» (5:1).
Після завершення кар'єри гравця працював журналістом, був істориком спорту.
Помер у травні 1945 року на 48-му році життя у місті Загреб. За однією з версій був страчений за те, що був активним учасником усташського руху.
| Дата       | Місто     | Господарі      | Результат | Гості          | Турнір                        | Голи | Примітки        |
| ---------- | --------- | -------------- | --------- | -------------- | ----------------------------- | ---- | --------------- |
| 28.08.1920 | Антверпен | Чехословаччина | 7 – 0     | Югославія      | Олімпійські ігри – 1/8        | -    |                 |
| 02.09.1920 | Антверпен | Югославія      | 2 – 4     | Єгипет         | Олімпійські ігри – за 8 місце | -    |                 |
| 28.10.1921 | Прага     | Чехословаччина | 6 – 1     | Югославія      | товариський матч              | -    |                 |
| 08.06.1922 | Белград   | Югославія      | 1 – 2     | Румунія        | Кубок короля Олександра       | -    |                 |
| 28.06.1922 | Загреб    | Югославія      | 4 – 3     | Чехословаччина | товариський матч              | -    |                 |
| 01.10.1922 | Загреб    | Югославія      | 1 – 3     | Польща         | товариський матч              | -    | Капітан команди |
| 03.06.1923 | Краків    | Польща         | 1 – 2     | Югославія      | товариський матч              | 1    |                 |
| 10.06.1923 | Бухарест  | Румунія        | 1 – 2     | Югославія      | Кубок короля Олександра       | -    |                 |
| 28.10.1923 | Прага     | Чехословаччина | 4 – 4     | Югославія      | товариський матч              | -    |                 |
| 26.05.1924 | Коломбо   | Уругвай        | 7 – 0     | Югославія      | Олімпійські ігри – 1/8        | -    |                 |
| 10.04.1927 | Будапешт  | Угорщина       | 3 – 0     | Югославія      | товариський матч              | -    |                 |
| 10.05.1927 | Бухарест  | Румунія        | 0 – 3     | Югославія      | Кубок короля Олександра       | -    |                 |
| 15.05.1927 | Софія     | Болгарія       | 0 – 2     | Югославія      | товариський матч              | -    |                 |
| 31.07.1927 | Белград   | Югославія      | 1 – 1     | Чехословаччина | товариський матч              | 1    |                 |
| Усього     |           | Матчів         | 14        |                | Голів                         | 2    |                 |

## Титули і досягнення
- Чемпіон Югославії: 1923, 1926, 1928
- Чемпіон футбольної асоціації Загреба: 1918-19, 1919,1920, 1922-23, 1923-24, 1925-26, 1927-28
- Володар Кубка Загреба: 1923, 1927, 1928
- Володар Кубка короля Олександра: 1924, 1925